# بيركانوش (أرارات)
مدينة بيركانوش (بالأرمينية:Բերքանուշ) (بالإنجليزية: Berkanush)‏ هي إحدى المدن التابعة لمقاطعة أرارات في أرمينيا. يقدر عدد سكانها بـ 2058 نسمة حسب الإحصاء الذي جرى عام 2011.